# Out West (film 1918)
Out West – amerykański komediowy krótkometrażowy film niemy z 1918 roku w reżyserii Roscoe ‘Fatty’ Arbuckle.

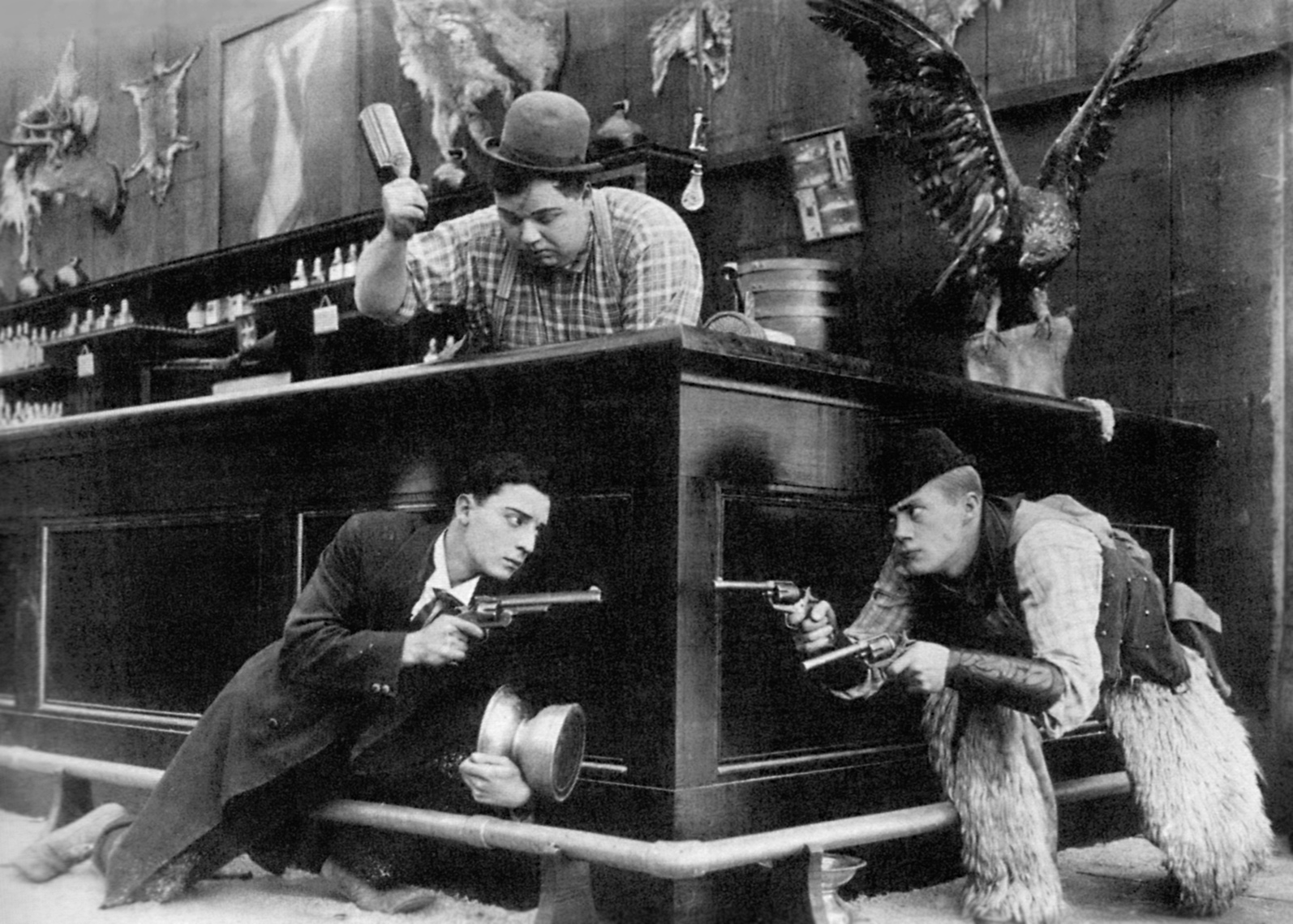
Buster Keaton, Roscoe ‘Fatty’ Arbuckle i Al St. John w Out West

## Obsada[1]
- Roscoe Arbuckle
- Buster Keaton
- Al St. John
- Alice Lake
- Joe Keaton